# Pollenia umbrifera
Pollenia umbrifera este o specie de muște din genul Pollenia, familia Calliphoridae. A fost descrisă pentru prima dată de Walker în anul 1861. Conform Catalogue of Life specia Pollenia umbrifera nu are subspecii cunoscute.